# フリーマン郡区 (アーカンソー州ポープ郡)
フリーマン郡区（フリーマンぐんく、英語: Freeman Township）は、アメリカ合衆国アーカンソー州ポープ郡にある19の郡区の一つである。2000年の国勢調査で、人口は98人だった。

## 地理
アメリカ合衆国国勢調査局によると、フリーマン郡区の面積は、310平方キロメートル（119.8平方マイル)で、そのすべてが陸地である。